# کواب
شهر کواب (به آلمانی: Kaub) در ایالت راینلند-فالتز در کشور آلمان واقع شده‌است.